# Thomisus swatowensis
Thomisus swatowensis là một loài nhện trong họ Thomisidae.
Loài này thuộc chi Thomisus. Thomisus swatowensis được Embrik Strand miêu tả năm 1907.